# Frederik Bekkevold
Frederik Bekkevold (Christiania, 18 maart 1830 – aldaar, 17 januari  1911)  was docent, schrijver en zanger.
Frederik August Bekkevold werd geboren binnen het gezin van horeca-ondernemer (soort taveerne) Peter Bekkevold (1780-1851) en Gunhild Marie Ihlen (1800-1881). Hij was de elf jaar jongere broer van Amalie Sofie Bekkevold, de vroeg getrouwde muze van Henrik Wergeland. Dankzij hem kreeg Fredrik Bekkevold voldoende geld bijeen om te studeren aan de Katedralskolen in Christiania, alwaar hij in 1849 cum laude afstudeerde. Hij onderwees zelf Latijn en Frans, was predikant in diezelfde Katedralskolen en gaf lessen aan andere particuliere scholen in Noorwegen. Gedurende zijn leven liet hij zich verder opleiden, door bijvoorbeeld een cursus Frans in Parijs in 1874. in 1876 verscheen zijn boek Franske Stiløvelser for Begyndere og Viderekomne (Franse stijloefeningen voor beginners en gevorderden).
Naast zijn docentschap zong Frederik Bekkevold als bariton/bas. Hij was lid van het koor van Johan Diderich Behrens en zong met hem ook vierstemmige liederen. Hij zong onder meer mee in Olaus Andreas Grøndahls Ung Magnus. Volgens overlevering had hij een goede operazanger kunnen worden, maar Bekkevold prefereerde amateurzanger te blijven. Hij “verdween” soms in het koor, maar was af en toe ook solist, bijvoorbeeld in een aantal werken van Halfdan Kjerulf. Hij was de solist in de eerste uitvoering van Edvard Griegs Landkjenning in mei 1872.
Een concert:
- 9 mei 1874 Concert is Oslo; Hij zong Serenade ved strandbredden opus 8 van Halfdan Kjerulf en Källan van Wilhelm Lagercrantz begeleid door een strijkkwartet van amateurs onder leiding van Agathe Backer-Grøndahl of door de pianiste zelf; Bekkevold had het concert zelf georganiseerd.